# 丁酸丁酯
丁酸丁酯有强烈的、甜润的水果香气，并有香蕉和菠萝似的香韵。在碱性介质中不稳定。在弱酸性介质中尚稳定。不导致变色。

## 用途
1. 用作溶剂、色谱分析标准物质，也用于有机合成。
2. 用于香精配方中。广泛用于食用香精配方中，在烟用香精中也有用途；也可用日化香精中，但是应用有限。IFRA无限制规定。

## 危险性
- 健康危害： 在工业生产中未发现对人的危害。动物中毒的表现为暂时的兴奋，共济失调，上呼吸道刺激，迅速发展至呼吸紊乱。
- 燃爆危险： 本品易燃，具刺激性。